# Sent Maxenç (Gironda)
Sent Maxenç (en francès Saint-Maixant) és un municipi francès situat al departament de la Gironda i a la regió de la Nova Aquitània.

## Demografia
| 1962                                       | 1968 | 1975  | 1982  | 1990  | 1999  | 2007  |
| ------------------------------------------ | ---- | ----- | ----- | ----- | ----- | ----- |
| 830                                        | 925  | 1.018 | 1.203 | 1.349 | 1.277 | 1.382 |
| Des de 1962: població sense dobles comptes |      |       |       |       |       |       |

## Administració
| Període   | Identitat       | Partit |
| --------- | --------------- | ------ |
| 2001-2009 | Jacques Conant  |        |
| 2009-     | Lucien Gazziero |        |